# 콩쥐팥쥐도서관
콩쥐팥쥐도서관은 전북특별자치도 완주군에 있는 공립 도서관이다.